# Лакавица (Гостивар)
Лакавица (мкд. Лакавица) је насељено место у Северној Македонији, у северозападном делу државе. Лакавица припада општини Гостивар.

## Географски положај
Насеље Лакавица је смештено у северозападном делу Северне Македоније. Од најближег већег града, Гостивара, насеље је удаљено 8 km јужно.
Лакавица се налази у горњем делу историјске области Полог. Насеље је положено у клисури истоимене речице Лакавице, прве значајније притоке Вардара. Југозападно од насеља се изидже планина Буковик, а источно Сува гора. Надморска висина насеља је приближно 560 метара.
Клима у насељу је умерено континентална.

## Становништво
По попису становништва из 2002. године Лакавица је имала 994 становника.
Претежно становништво у насељу су Албанци (99%). 
Већинска вероисповест у насељу је ислам. 